# Post Filipowy
Post Filipowy (post przed Bożym Narodzeniem, post przed świętem Narodzenia Chrystusa) – jeden z czterech okresów postnych w Cerkwi prawosławnej i u grekokatolików. W starym stylu trwa od 14 listopada według kalendarza juliańskiego, tj. 27 listopada według kalendarza gregoriańskiego (dzień św. Filipa Apostoła) do 24 grudnia według kalendarza juliańskiego, tj. 6 stycznia według kalendarza gregoriańskiego. W nowym stylu 14 listopada odbywa się przygotowanie, a post zaczyna się 15 listopada.